# Pterocles
Pterocles Temminck, 1815 è un genere di uccelli della famiglia Pteroclidae.

## Tassonomia
Il genere comprende le seguenti specie:
- Pterocles alchata (Linnaeus, 1766) - grandule
- Pterocles namaqua (J.F.Gmelin, 1789) - grandule del Namaqua
- Pterocles exustus Temminck, 1825 - grandule ventrecastano
- Pterocles senegallus (Linnaeus, 1771) - grandule del Senegal
- Pterocles orientalis (Linnaeus, 1758) - ganga
- Pterocles gutturalis A.Smith, 1836 - grandule golagialla
- Pterocles coronatus Lichtenstein, 1823 - grandule coronata
- Pterocles decoratus Cabanis, 1868 - grandule faccianera
- Pterocles personatus Gould, 1843 - grandule del Madagascar
- Pterocles lichtensteinii Temminck, 1825 - grandule di Lichtenstein
- Pterocles indicus  (J.F.Gmelin, 1789) - grandule pittata
- Pterocles quadricinctus Temminck, 1815 - grandule quattrobande
- Pterocles bicinctus Temminck, 1815 - grandule doppiabanda
- Pterocles burchelli W.L.Sclater, 1922 - grandule di Burchell